# Districtul El Abadia
El Abadia este un district din provincia Aïn Defla, Algeria.